# Municipio de Walton (condado de Sumner)
El municipio de Walton (en inglés: Walton Township) es un municipio ubicado en el condado de Sumner en el estado estadounidense de Kansas. En el año 2010 tenía una población de 361 habitantes y una densidad poblacional de 2,61 personas por km².

## Geografía
El municipio de Walton se encuentra ubicado en las coordenadas 37°3′51″N 97°12′9″O / 37.06417, -97.20250. Según la Oficina del Censo de los Estados Unidos, el municipio tiene una superficie total de 138.57 km², de la cual 138,57 km² corresponden a tierra firme y (0 %) 0 km² es agua.

## Demografía
Según el censo de 2010, había 361 personas residiendo en el municipio de Walton. La densidad de población era de 2,61 hab./km². De los 361 habitantes, el municipio de Walton estaba compuesto por el 97,23 % blancos, el 0,55 % eran afroamericanos, el 0,55 % eran amerindios, el 0,28 % eran isleños del Pacífico, el 0,83 % eran de otras razas y el 0,55 % eran de una mezcla de razas. Del total de la población el 1,66 % eran hispanos o latinos de cualquier raza.